# Luana Carolina
Luana Carolina Carvalho de Souza (São Paulo, Brasil, 11 de junio de 1993) es una artista marcial mixta brasileña que compite en la división de peso mosca de Ultimate Fighting Championship.

## Carrera en las artes marciales mixtas

### Carrera temprana
Comenzando su carrera en 2015, fue 4-1 en la escena regional brasileña antes de ser invitada al Dana White's Contender Series BraZil 3 el 11 de agosto de 2018. Se enfrentó a Mabelly Lima y ganó el combate por decisión unánime, obteniendo un contrato de UFC en el proceso.

### Ultimate Fighting Championship
Hizo su debut en la UFC, como un reemplazo de corto plazo para Wu Yanan, con dos días de aviso contra Priscila Cachoeira en UFC 237 el 11 de mayo de 2019. Ganó el combate por decisión unánime.
Tenía previsto enfrentarse a Ariane Lipski el 16 de mayo de 2020 en UFC Fight Night: Smith vs. Rakić. Sin embargo, el 9 de abril, el presidente de la UFC, Dana White, anunció que este evento se posponía para UFC on ESPN: Eye vs. Calvillo el 13 de junio de 2020. En cambio, la pareja finalmente peleó el 19 de julio de 2020 en UFC Fight Night: Figueiredo vs. Benavidez 2. Perdió el combate por sumisión en el primer asalto.
En sustitución de Mayra Bueno Silva, se enfrentó a Poliana Botelho el 1 de mayo de 2021 en UFC on ESPN: Reyes vs. Procházka. En el pesaje, pesó 128.5 libras, 2.5 libras por encima del límite de peso mosca femenino sin título. El combate se desarrolló en el peso acordado y se le impuso una multa del 20% de su bolsa, que será para Botelho. Ganó el combate por decisión dividida.
Estaba programada para enfrentarse a Maryna Moroz el 16 de octubre de 2021 en UFC Fight Night: Ladd vs. Dumont. Sin embargo, a finales de septiembre, Moroz se retiró del combate y fue sustituida por Sijara Eubanks. A su vez Eubanks fue retirada del evento debido al protocolo de Covid-19 y fue sustituida por Loopy Godínez. Ganó el combate por decisión unánime.
Se enfrentó a Molly McCann el 19 de marzo de 2022 en UFC Fight Night: Volkov vs. Aspinall. Perdió el combate por nocaut en el tercer asalto.

## Récord en artes marciales mixtas
| Resultado | Récord | Oponente           | Método                                     | Evento                                      | Fecha                    | Ronda | Tiempo | Localización      | Notas                                                                 |
| --------- | ------ | ------------------ | ------------------------------------------ | ------------------------------------------- | ------------------------ | ----- | ------ | ----------------- | --------------------------------------------------------------------- |
| Victoria  | 10-4   | Julija Stoliarenko | TKO (golpes)                               | UFC Fight Night: Dolidze vs. Imavov         | 3 de febrero de 2024     | 3     | 4:52   | Las Vegas, Nevada | Pelea de peso captado (129 libras); Carolina perdió peso.             |
| Victoria  | 9-4    | Ivana Petrovic     | Decisión (unánime)                         | UFC on ESPN: Strickland vs. Magomedov       | 1 de julio de 2023       | 3     | 5:00   | Las Vegas, Nevada |                                                                       |
| Derrota   | 8-3    | Molly McCann       | KO (codazo giratorio)                      | UFC Fight Night: Vólkov vs. Aspinall        | 19 de marzo de 2022      | 3     | 1:52   | Londres           |                                                                       |
| Victoria  | 8-2    | Loopy Godínez      | Decisión (unánime)                         | UFC Fight Night: Ladd vs. Dumont            | 16 de octubre de 2021    | 3     | 5:00   | Las Vegas, Nevada |                                                                       |
| Victoria  | 7-2    | Poliana Botelho    | Decisión (dividida)                        | UFC on ESPN: Reyes vs. Procházka            | 1 de mayo de 2021        | 3     | 5:00   | Las Vegas, Nevada | Combate de peso acordado (128.5 libras); Carolina no alcanzó el peso. |
| Derrota   | 6-2    | Ariane Lipski      | Sumisión (barra de rodilla)                | UFC Fight Night: Figueiredo vs. Benavidez 2 | 19 de julio de 2020      | 1     | 1:28   | Abu Dhabi         |                                                                       |
| Victoria  | 6-1    | Priscila Cachoeira | Decisión (unánime)                         | UFC 237                                     | 11 de mayo de 2019       | 3     | 5:00   | Río de Janeiro    | Debut en el peso mosca.                                               |
| Victoria  | 5-1    | Mabelly Lima       | Decisión (unánime)                         | Dana White's Contender Series Brazil 3      | 11 de agosto de 2018     | 3     | 5:00   | Las Vegas, Nevada |                                                                       |
| Victoria  | 4-1    | Mary Ellen Sato    | Decisión (unánime)                         | Thunder Fight 12                            | 29 de septiembre de 2017 | 3     | 5:00   | São Paulo         |                                                                       |
| Victoria  | 3-1    | Jessica Negrão     | TKO (puñetazos)                            | Batalha MMA 3                               | 9 de julio de 2016       | 1     | 1:02   | São Paulo         | Debut en el peso gallo.                                               |
| Victoria  | 2-1    | Ana Merlin         | TKO (puñetazos)                            | Thunder Fight 5                             | 19 de septiembre de 2015 | 1     | 1:10   | São Paulo         |                                                                       |
| Victoria  | 1-1    | Isabela de Pádua   | Sumisión (estrangulamiento por guillotina) | Casa Branca Fight 2                         | 30 de mayo de 2015       | 2     | N/A    | Casa Branca       |                                                                       |
| Derrota   | 0-1    | Daiane Firmino     | Decisión (dividida)                        | Arena Combat: Fight Night                   | 24 de enero de 2015      | 3     | 5:00   | São Sebastião     | Debut en el peso paja.                                                |